# 西日本高速道路九州支社
西日本高速道路九州支社（にしにほんこうそくどうろ・きゅうしゅうししゃ）は、西日本高速道路（NEXCO西日本）の支社の一つ。旧・日本道路公団 (JH) 九州支社の流れを汲んでいる。

## 支社所在地
旧所在地
〒810-0001
福岡県福岡市中央区天神1-4-2
新所在地
〒812-0013
福岡県福岡市博多区博多駅東3-13-15
2016年2月26日（金）までは旧所在地で業務を行っていた。2016年2月29日（月）からは新所在地にて業務を行っている。

## 管轄路線・事業所
NEXCO管轄の高速道路・有料道路のうち、関門橋下関IC以西の九州・沖縄全域の路線を管轄している。以前は中国自動車道小月IC - 下関IC間も管轄していたが、2014年に中国支社に移管された。

### 高速道路事務所
高速道路事務所は保全サービス（管理・料金徴収）と建設の両事業を担当している。
| 名称                 | 名称                 | 管轄路線 | 所在地                                                                 | 備考       |
| -------------------- | -------------------- | --- | ---------------------------------------------------------------------- | ---------- |
| 北九州高速道路事務所 | 北九州高速道路事務所 | 九州自動車道（小倉東IC - 福岡IC） 東九州自動車道（北九州JCT - みやこ豊津IC・椎田南IC - 中津IC） 椎田道路（全線） 八木山バイパス（全線） 東九州自動車道・権田道路・八木山バイパスの4車線化事業 | 〒807-1263 福岡県北九州市八幡西区金剛403-1 (九州道八幡ICに併設)        |            |
| 0                    | 下関社屋             | 関門橋（全線） 九州自動車道（門司IC - 小倉東IC） 関門トンネル（全線） | 〒751-0816 山口県下関市椋野町2-4-1 (関門橋下関ICに併設)                | [ 注釈 1 ] |
| 久留米高速道路事務所 | 久留米高速道路事務所 | 九州自動車道（福岡IC - みやま柳川IC） 長崎自動車道（鳥栖JCT - 東脊振IC） 大分自動車道（鳥栖JCT - 日田IC）                                                                                     | 〒839-0809 福岡県久留米市東合川5-11-57 (九州道久留米ICに併設)          | [ 注釈 2 ] |
| 熊本高速道路事務所   | 熊本高速道路事務所   | 九州自動車道（みやま柳川IC - えびのIC） 九州中央自動車道（嘉島JCT - 益城TB） 南九州自動車道（八代JCT - 日奈久IC）                                                                             | 〒869-4616 熊本県八代市川田町西691 (九州道八代ICに併設)                |            |
| 鹿児島高速道路事務所 | 鹿児島高速道路事務所 | 九州自動車道（栗野IC - 鹿児島IC） 東九州自動車道（末吉財部IC - 隼人東IC） 隼人道路（全線） 南九州自動車道（鹿児島IC - 市来IC） 隼人道路・南九州自動車道の４車線化事業                         | 〒899-5231 鹿児島県姶良市加治木町反土1466 (九州道加治木JCTに併設)      |            |
| 宮崎高速道路事務所   | 宮崎高速道路事務所   | 九州自動車道（えびのIC - 栗野IC） 宮崎自動車道（全線） 東九州自動車道（門川IC - 清武南TB） 延岡南道路（全線）                                                                                 | 〒880-2114 宮崎県宮崎市大字富吉字釘ノ前1389-1 (東九州道宮崎西ICに併設) | [ 注釈 3 ] |
| 長崎高速道路事務所   | 長崎高速道路事務所   | 長崎自動車道（嬉野IC - 長崎IC） 長崎バイパス（全線） | 〒854-0063 長崎県諌早市貝津町1008 (長崎道諫早ICに併設)                 |            |
| 佐賀高速道路事務所   | 佐賀高速道路事務所   | 長崎自動車道（東脊振IC - 嬉野IC） 西九州自動車道（武雄JCT～佐世保中央IC） | 〒840-0202 佐賀県佐賀市大和町大字久池井2630 (長崎道佐賀大和ICに併設)   |            |
| 大分高速道路事務所   | 大分高速道路事務所   | 大分自動車道（日田IC - 日出JCT） 東九州自動車道（中津IC - 宇佐IC、速見IC - 佐伯IC） 宇佐別府道路（全線） 日出バイパス（全線）                                                                 | 〒870-0879 大分県大分市金谷迫字塚田1438 (東九州道大分ICに併設)         |            |
| 沖縄高速道路事務所   | 沖縄高速道路事務所   | 沖縄自動車道（全線） | 〒901-2101 沖縄県浦添市西原4-41-1(沖縄道西原ICに併設)                  | [ 注釈 4 ] |